# María Seoane Toimil
María Seoane Toimil (Oleiros, 14 de diciembre de 1952 - desaparecida el 12 de mayo de 1977), también conocida familiarmente como Maruja, fue una psicóloga gallega detenida desaparecida durante la dictadura argentina. Su desaparición fue una de las empleadas por el juez Baltasar Garzón emitir orden de procesamiento y búsqueda internacional contra 25 militares argentinos que fueron imputados por la desaparición de 76 personas de nacionalidad española.

## Biografía
Nació en la localidad de Oleiros, en la provincia de La Coruña (Galicia, España) el 14 de diciembre de 1952. Cuando tenía cinco años sus padres, Manuel Seoane Tallón y Victorina Toimil Dobarro, ella y una hermana llamada Inés emigraron a la Argentina en búsqueda de mejores oportunidades, radicándose en Argentina en 1957.
Ella luego se convirtió en argentina naturalizada. En Argentina era conocida como la Gallega. Estudió en el Colegio de las Hermanas Canossianas de Berisso, cerca de la ciudad de La Plata, donde se recibió de maestra.
Era militante de la Juventud Peronista. En 1970 ingresó a la carrera de psicología, entonces en la Facultad de Humanidades y Ciencias de la Educación de la Universidad Nacional de La Plata. Terminó sus estudios el 24 de junio de 1975 con 22 años, obteniendo el título de Psicóloga. Allí dictó clases en la materia Epistemología. Luego se incorporó a la agrupación Montoneros.
Unos meses de su desaparición, fue detenido y desaparecido su novio Miguel Ángel Soria, quien era delegado en Astilleros Río Santiago. El 12 de mayo de 1977 ella fue secuestrada violentamente de la casa de sus padres en Berisso por un grupo de personas vestidas de civil que se identificó como pertenecientes a la Brigada de Investigaciones. Se la llevaron en camisón y, según testigos, fue vista en el campo de concentración de La Cacha. Allí permaneció al menos hasta el 28 de junio de 1977, luego no se pudo determinar hasta la fecha cual fue su destino final, por lo que continúa desaparecida.

## La búsqueda de justicia de sus familiares
La Confederación Intersindical Galega (CIG) investigó su caso, dado que era de nacionalidad gallega y lograron localizar a excompañeros cautivos que contaron su vida y la de otros dos gallegos en el campo en 1999. A partir de esto, el equipo jurídico del CIG solicitó al juez Baltasar Garzón emitir orden de procesamiento y búsqueda internacional contra 25 militares argentinos que fueron imputados por la desaparición de 76 personas, entre las que se encontraban los gallegos María Seoane Toimil y José Monteagudo Ferreiro.
Su hermana Inés y su madre lucharon por recuperar a su hija u obtener información sobre su paradero. Inés llegó a conocer al rey Juan Carlos I en Buenos Aires en noviembre de 1978 junto con un pequeño grupo de familiares de detenidos desaparecidos de origen español, mientras el rey realizaba una visita al país. Sin embargo, no logró obtener respuestas. Años más tarde, formó parte del Comité de Familiares de Españoles Víctimas del Genocidio Argentino. Por su parte, la madre de María, Victorina Toimil luchó por recuperar a su hija, siendo una de las integrantes de la asociación Madres de Plaza de Mayo. Es por ello que fue reconocida del 2008 por la Municipalidad de Berisso.

## Reconocimientos
En marzo de 2018 la Universidad Nacional de La Plata hizo entrega del legajo reparado de María Seoane Toimil, en el marco del Programa de Reparación de legajos en la Universidad Nacional de La Plata. Su legajo fue recuperado junto al de más de 60 personas detenidas desaparecidas y asesinadas de las carreras de Psicología y Profesorado en Psicología.